# 柱山乡
柱山乡，是中华人民共和国重庆市万州区下辖的一个乡镇级行政单位。

## 行政区划
柱山乡下辖以下地区：
柱山社区、草盘村、金牛村、何庙村、山田村、葵花村、青高村、戈厂村、三木村和云安村。